# Escándalo de Boise
El escándalo homosexual de Boise se desencadenó en 1955 por una amplia e indiscriminada investigación para reprimir la homosexualidad en Boise, Idaho, que tuvo una gran repercusión social al convertirse en centro de atención de la prensa. Comenzó con el arresto de tres hombres en octubre de 1955 y se amplió para abarcar las acusaciones a un grupo de adultos que habían mantenido relaciones sexuales entre ellos y con unos cien jóvenes y adolescentes. Cuando la investigación empezó a decaer en 1957, unas 1500 personas habían sido interrogadas, 16 hombres afrontaron cargos penales y 15 fueron sentenciados a penas que abarcaron desde periodos de libertad condicional hasta la cadena perpetua en prisión.
Los reportajes en la presa sobre la investigación y los arrestos desataron el pánico moral en Boise, agitado por editoriales incendiarios de los periódicos locales. Aunque los titulares aludían a términos como proteger a los chicos de los depredadores sexuales adultos, la investigación no se limitó a hombres que mantuvieran relaciones con menores sino que también se procesó a hombres que mantuvieron encuentros con otros adultos, lo que era ilegal en la época. El escándalo incrementó la tensión entre los que consideraban la homosexualidad como una enfermedad mental que requería tratamiento y los que consideraban el sexo homosexual como actos delictivos que tenían que ser castigados, y además llevó a examinar la problemática de la delincuencia juvenil.
Las razones para que empezara y terminara la investigación no están claras. En el libro sobre el escándalo The Boys of Boise: Furor, Vice and Folly in an American City (Los chicos de Boise: furor, vicio, locura en una ciudad americana) su autor John Gerassi apunta que fue utilizada por una parte de la élite adinerada de Boise en un intento de manejo económico y político de la ciudad y el estado. Afirma que la investigación tenía como objetivo inicial atacar a un millonario gay conocido como «the Queen» («la reina»), aunque nunca se presentaron cargos contra él. Cuando se implicó al hijo de uno de los más altos partidarios de la investigación, Gerassi sugiere que los poderes que instigaban la investigación se dieron cuenta de que los homosexuales estaban en todos los estratos de la sociedad y de que su influencia y riqueza no impedía que afectara a su círculo, lo que llevó rápidamente a paralizar las pesquisas.

## Investigación y primeros arrestos
Los primeros arrestos del escándalo tuvieron lugar el 31 de octubre de 1955 como resultado de una investigación del detective privado Howard Dice a instancias de un cliente desconocido. Estos detenidos fueron Ralph Cooper, zapatero de 33 añosa; Charles Brokaw, transportista de 29 años; y Vernon Cassel, un dependiente de 51 años. Cooper y Brokaw fueron acusados de «comportamiento lascivos con un menor de edad» "lewd conduct with a minor child" (los Cooper por un acontecimiento de junio de 1954) y Cassel por «delitos infames contra la naturaleza», es decir, sodomía. Cuando se anunciaron los arrestos el agente de libertad vigilada del condado de Ada Emery Bess afirmó, sin presentar ninguna prueba, que la investigación sólo había «arañado la superficie» de «las actividades de abuso de niños» en Boise que involucraban a varios adultos con unos 100 adolescentes.
Según Jim Brandon, en aquel periodo el departamento de policía de Boise había empezado una investigación porque la delegación local de YMCA se había mostrado preocupada por el número debe transeúnte que frecuentaban sus instalaciones y de sus posibles motivaciones sexuales. Por ello el cliente desconocido de Dice, un abogado relacionado con el YMCA y conectado con la élite de poder de Boise, contrató sus servicios. Inicialmente Dice no descubrió nada, hasta que empezó a hablar con algunos jóvenes que le dijeron que había «delincuentes juveniles» que se reunián en el YMCA y que mantenían relaciones homosexuales con hombres adultos. Al verse implicados menores de edad, se involucró al ajente de libertad condicional Bess y, según Brandon, se elaboró una lista de 75 jóvenes implicados en actividades homosexuales. Bess rechazó presentar la lista a la policía o al fiscal y Dice siguió investigando por su cuenta bajo la dirección de la organización mormona local la Allied Civic Group, hasta conseguir los tres primeros arrestos.
Los motivos tras la investigación son turbios y complejos. Gerassi afirma que la élite de poder de Boise, a la que se refiere como "Boise gang" (la banda de Boise) vio en la investigación (y el escándalo resultante) un medio para mantener el control de la ciudad, y para extenderla al resto del estado de Idaho. Sugiere que varos miembros de este grupo vieron la oportunidad de dirigir la investigación a varios objetivos. El editor del Idaho Statesman, Jim Brown, y otros querían minar la administración del alcalde reformista. Otros pusieron en su punto de vista el consejo municipal de Boise, específicamente en el consejero Harold T. "Buck" Jones, cuyo hijo Frank fue uno de los jóvenes involucrados en el escándalo. Y otros miembros de la banda de Boise fueron tras un acaudalado homosexual apodoado como "The Queen", al que creían demasiado poderoso para ser derrocado por otros medios. No está claro que desencadenó la investigación. Según el abogado J. Charles Blanton, que trabajó en la oficina del fiscal del condado hasta septiembre de 1955 y que representó a Cassel, la oficina hasta entonces no investigaba ni perseguía rutinariamente la actividad homosexual. Entre el inicio de septiembre y el final de octubre algo desconocido pasó que provocó una persecución extrema que llevó a hacer las tres primeros arrestos.

## En los titulares de la prensa
El Idaho Statesman, el único periódico local Boise's, recogió los arrestos el 2 de noviembre. La noticia de las detenciones desencadenó el pánico en los ciudadanos de Boise. Las madres llamaron a las escuelas secundarias y la policía y viceversa, dando nombres de supuestos «pervertidos» y retroalimentando los miedos de todos. El 3 de noviembre dio un editorial bajo el título «Aplastar al monstruo». En él los editores tachaban a la homosexualidad de «perversión moral» y «tumor canceroso (...) que hay que cauterizar inmediata y sistemáticamente». El periódico instó a que toda esa «sórdida situación fuera completamente aclarada y limpiada y desinfectada a conciencia usando toda la fuerza del condado y las agencias de la ciudad». El editorial incrementó el pánico entre los ciudadanos de Boise que pensaron que si un periódico normalmente comedido como el Statesman daba una alarma tan grande debía tener buenos motivos para ello.
El pánico se reavivó de nuevo cuando se anunció el arresto de Joe Moore. Moore, entonces vicepresidente del primer banco de Idaho, fue arrestado por el cargo de sodomía cometido con Lee Gibson, un chico de 15 años que también había sido el testigo de cargo contra Cooper. Tras el arresto el Statesman publicó otro editorial incendiario con el título «Este desorden debe ser eliminado». El editor calificó a los homosexuales como «azote que saquea a nuestra juventud» y lamentando «el número de chicos que han sido víctimas de estos pervertidos». Alegando que aquellos que habían sido víctimas «se desarrollarían con las mismas inclinaciones que esos que son llamados homosexuales», el Statesman concluía que "No importa lo que requiera este sórdido desorden debe ser eliminado de esta comunidad." La policía recibió llamadas anónimas con los nombres de cualquier hombre que en opinión de cualquiera prestara demasiada atención en cualquier chico joven desatándose una auténtica caza de brujas y el pánico entre la ciudadanía.
Con los ciudadanos atemorizados por el «monstruo» acechando entre ellos y Ralph Cooper sentenciado a cadena perpetua el Statesman repentinamente dio marcha atrás en su opinión. En el editorial del 20 de noviembre hace una llamada para que la conmoción y la indignación sean den paso a la calma, el análisis calculado y las consideraciones. Apuntando que la homosexualidad existía en todas las comunidades y que había existido «desde que la debilidad de la mente humana ha sido evidente», el Statesman afirma que los homosexuales no son delincuentes y que la encarcelación no es la solución apropiada, y que mientras que se focalice el problema en castigar a los homosexuales adultos que involucren a chicos, que a su vez han sido «infectados» en su infancia, el problema seguirá de una generación a la siguiente. El periódico concluye que aunque los homosexuales debes seguir siendo perseguidos antes de que dañen más a la juventud, el objetivo debe ser el tratamiento psiquiátrico más que el encarcelamiento, y que se deben organizar inmediatamente planes para ayudar a que no vayan por el mismo camino y crezcan convirtiéndose en hombres adultos homosexuales. El editorial no consiguió aplacar el pánico y la investigación continuó.

### La historia deja de ser local
El 12 de diciembre de 1955, la revista Time publicó un artículo titulado Idaho Underworld (Los bajos fondos de Idaho) en el que se hacía un recuento de los arrestos iniciales y condenas afirmando que «un amplio mundo clandestino homosexual había hecho presa en cientos de chicos adolescentes durante la pasada década». Time continuó con la historia el 2 de enero de 1956, al hacerse eco de los arrestos adicionales y sentencias y la sugerencia del psiquiatra de Boisere John L. Butler, que había sido elegido director del departamento de salud mental de Idaho en diciembre de 1955, a favor de que el estado en lugar de encarcelar a los homosexuales adultos debía «construir apoyos comunitarios para ellos... una alternativa debía ser dejarlos formar su propia sociedad y dejarlos en paz»."
El 22 de diciembre de 1955 el consejo municipal de Boise hizo una declaración en la que se anunciaba la contratación de un nuevo investigador privado para hacerse cargo de la investigación. Como este detective estaba todavía en activo trabajando de forma encubierta en 1965 Gerassi le asignó el seudónimo "Bill Goodman". Goodman se había dado a conocer por su trabajo de investigación a homosexuales para el Departamento de Estado durante el terror lila, la alcaldía, el condado y la oficina del fiscal pagaron conjuntamente los honorarios de sus servicios. Goodman extendió la investigación rápidamente y realizó una lista de 500 sospechosos de ser homosexuales.

## Los chicos involucrados
Cuando la noticia de los arrestos apareció el agente de libertad condicional Emery Bess afirmó que cerca de 100 menores se encontraban implicados en las relaciones sexuales con adultos. Gerassi entrevistó a 28 hombres de la plantilla la escuela de secundaria de Boise durante el escándalo. Todos ellos cuestionaron esa cifra. El psiquiatra Butler creía que solamente 65 chicos habían mantenido alguna clase de contacto homosexual, incluyendo la masturbación mutua. Había sólo cuatro o cinco chicos que hubieran mantenido relaciones con sexuales con hombres adultos. Estos chicos, denominados por Butler como la banda de los duros, se dedicaban a la prostitución masculina, cobrando entre 5 y 10 $ por cada contacto sexual, y también solían chantajear y amenazar con denunciar a la policía a los hombres que se negaran a pagarles.
El 15 de diciembre de 1955, tres días después de que Time destapara la historia se celebró un reunión entre los habitantes de Boise para discutir los problemas de la homosexualidad y la delincuencia juvenil siguiendo la estela de lo afirmado en las conclusiones de la sentencia de Joe Moore. Entre los que hablaron estaban Butler, L. E. Clapp (el director de la prisión de Idaho), Jim Fowler (el consejero de la escuela de secundaria) y el abogado Frank Church (que se convertiría en senador en 1957). En la reunión se hicieron exposiciones contradictorias entre los distintos ponentes sobre la naturaleza de la homosexualidad y el papel de los padres en las vidas de sus hijos para prevenir la delincuencia, enfadando a la comunidad en particular las afirmaciones de Butler, al que vieron como un forastero a pesar de sus raíces en la ciudad, al poner en entredicho su capacidad como padres y reclamar la interferencia del gobierno en sus vidas familiares.
Un chico que se vio particularmente afectado por el escándalo fue Frank Anton Jones. Frank era hijo de un consejero municipal de Boise y uno de los mayores defensores de la investigación, Harold T. "Buck" Jones. Frank fue nombrado en una declaración realizada a Blaine Evans por Melvin Dir, un actor y director que dejó Boise por San Francisco en los primeros días de la investigación, en enero de 1956. Dir afirmó que había mantenido una vez sexo oral mutuo con Frank en el verano de 1953, cuando Frank tenía 14 años. Frank en 1956 era cadete en West Point. El Sheriff D. C. House voló hasta allí a buscar a Frank, y éste fue apartado de la Academia. Frank no confirmó la relación. Dir inicialmente se declaró inocente y después cambió su declaración a culpable siendo sentenciado a libertad condicionaltial. El padre de Frank mantuvo que mandar al sheriff tras su hijo fue «una caza de brujas política (...) había otros nombres, personas importantes, y un nombre muy importante involucrado. Pero a ellos no les pasó nada.»

## Finalización de la investigación
El final de la investigación fue tan oscuro como su comienzo. El 29 de diciembre de 1955 William Harvey Baker admitió haber disparado y matado a su padre y fue sentenciado por homicidio a 10 años de prisión en junio de 1956. Baker era el principal testigo de cargo contra Moore y otros acusados en el caso, y su implicación en el tiroteo de su padre hizo que la opinión pública empezara a cambiar y se empezara a creer que había una caza de brujas. Si Baker pudo matar a su padre su credibilidad como testigo para gran parte del público quedaba comprometida. Además parte de la comunidad se sintió incómoda por la publicidad y la atención que se había centrado en Boise por artículo de Time. Como expuso un abogado defensor posteriormente: «Fue como si hubiera un sentimiento general de que el caso no iba a llegar demasiado lejos. No sólo en el tribunal sino lo creía la gente de Boise, pienso yo.»
Gerassi marca la sentencia de Melvin Dir del 21 de enero de 1957, por la violación de la libertad condicional a que había sido condenado anteriormente, como el final del escándalo. Además de la desconfianza creada en el público por el incidente de Baker y la vergüenza por la publicidad negativa en Time, Gerassi sugiere que la persecución se había acercado demasiado a personas relacionadas con los círculos de poder que habían instigado la investigación al principio, y el asunto se les iba de las manos. El sargento de policía Don Jerome dijo años más tarde: «El escándalo de 1955–1956 se volvió un bumerang. Demasiada gente resulto herida. La reputación de la ciudad se dañó demasiado drásticamente.» Aunque alguno de los que resultaron condenados por la persecución no están de acuerdo con esa interpretación. Uno afirmó:«Las persona realmente importantes que yo sabía que eran homosexuales nunca fueron arrestadas» Otro concuerda al decir: «Y sabían quien era "la reina", el millonario. Lo sabían todo sobre él antes de agarrarme a mi, porque me preguntaron sobre él. Y... yo se lo confirmé»
Al final de la investigación 1.472 personas habían sido interrogadas.

## Detenciones y condenas
| Acusado                | Fecha de arresto        | Cargos                        | Sentencia | Condena                                                                                               |
| ---------------------- | ----------------------- | ----------------------------- | --------- | --- |
| John Calvin Bartlett   | 11 de diciembre de 1955 | Sodomía                       | Culpable  | 6 años de libertad condicional                                                                        |
| Charles Brokaw         | 31 de octubre de 1955   | Conducta lasciva con un menor | Culpable  | 6 meses de prisión y libertad condicional                                                             |
| Vernon Cassel          | 31 de octubre de 1955   | Sodomía                       | Culpable  | 10 años de prisión                                                                                    |
| Ralph Cooper           | 31 de octubre de 1955   | Conducta lasciva con un menor | Culpable  | Cadena perpetua. Cumplió 9 años                                                                       |
| Melvin Dir             | 7 de enero de 1956      | Conducta lasciva con un menor | Culpable  | 5 años de prisión, suspendida. Posteriormente violó la libertad condiconal y fue sentenciado a 7 años |
| Charles Herbert Gordon | 11 de diciembre de 1955 | Conducta lasciva con un menor | Culpable  | 15 años de prisión                                                                                    |
| Gordon Larsen          | 11 de diciembre de 1955 | Sodomía                       | Culpable  | 5 años de prisión                                                                                     |
| Paris Martin           | 11 de diciembre de 1955 | Sodomía                       | Inocente  | Ninguna                                                                                               |
| Joe Moore              | 14 de noviembre de 1955 | Sodomía                       | Culpable  | 7 años de prisión. Perdió la apelación en la corte suprema de Idaho                                   |
| Charles Pruett         | 11 de diciembre de 1955 | Sodomía                       | Culpable  | 5 años de prisión                                                                                     |
| Reginald Shaffer       | 11 de diciembre de 1955 | Sodomía                       | Culpable  | 15 años de prisión                                                                                    |
| Willard Wilson         | 11 de diciembre de 1955 | Sodomía                       | Culpable  | 5 años de prisión. Perdió la apelación en la corte suprema de Idaho                                   |

Se condenó por sodomía a cuatro hombres más que obtuvieron la libertad condicional. Gerassi no identifica a estos hombres por sus nombres en su obra, ya que aunque fueron condenados pudieron recomponer sus vidas sin el estigma de expresidiarios y probablemente lo mantendrían en secreto. Martin, Larsen y dos más fueron encausados solo por contactos con mayores de 18 años.

## En otros medios de comunicación
La obra que trata de forma más amplia hasta la fecha el escándalo es el libro de 1966 The Boys of Boise, escrito por John Gerassi. Gerassi plasma el lenguaje y la opinión general de la época que consideraba a la homosexualidad una enfermedad mental. Gerassi deplora cómo se trataba el caso de los homosexuales que sólo "quebrantaban la ley" con otros adultos mientras que calificaba a los que mantenían contacto sexual con adolescentes de «enfermos que deberían ser tratados». En la introducción de la reedición de 2001, reconoce que su tono fue «un poco demasiado superior» pero afirmó que nadie que repasara el libro un su primera edición se hubiera dado cuenta por compartir la opinión general del momento y que sirvió para liberar al último de los hombres que permanecían encarcelados.
En el documental de 1967 CBS Reports: The Homosexuals, el primer programa de televisión de Estados Unidos sobre la homosexualidad, se incluyó un fragmento sobre el escándalo. The Fall of '55, una película de 2006 dirigida y producida Seth Randal, volvió a contar la historia, al igual que se hizo en Boise U.S.A., una obra de teatro de 2008 escrita por Gene Franklin Smith.

## Juicio por invasión de la intimidad
En 1995, en el 40.º aniversario del comienzo del escándalo, The Idaho Statesman publicó un informe del suceso que incluía una foto de una declaración escrita por Melvin Dir en la que Dir afirmaba haber mantenido una relación sexual con su primo. El primo era Fred Uranga, aunque no se le identificaba en la historia. Uranga puso una demanda por invasión de su intimidad. El tribunal desestimó el caso citando la los derechos de la prensa recogidos en la primera enmienda, y el tribunal de apelación no apoyó la desestimación. La corte suprema de Idaho retomó el caso pero ocho meses después dio marcha atrás y desestimó el caso por unanimidad. Uranga apeló a la Corte Suprema de los Estados Unidos que en 2003 desestimó el caso sin comentarios.